# Сызранка
Сы́зранка (Сызра́нка, Сы́зрань, устар. Сызра́н) — река в Ульяновской и Самарской областях России.
Протекает по Приволжской возвышенности. Исток находится у села Кармалейка Барышского района Ульяновской области. У города Сызрани впадает по правому берегу в Саратовское водохранилище на реке Волге в 1269 км от её устья. Длина реки составляет 168 км, площадь водосборного бассейна — 5650 км².
Устье реки находится в подпоре Саратовского водохранилища на отметке 8 м над уровнем моря. До его заполнения река, выходя в волжскую пойму, поворачивала на юго-запад и впадала в Волгу у села Кашпир.
Основные притоки (расстояние от устья в км): правые — Канадейка (98), Бекшанка (121), левые — Балашейка (38), Томышевка (58), Темрязанка (132), Росочка (146). До момента заполнения Саратовского водохранилища правыми притоками являлись реки Кашпирка (0,3) и Кубра (11), левым — Крымза (13 км).

## Гидрология

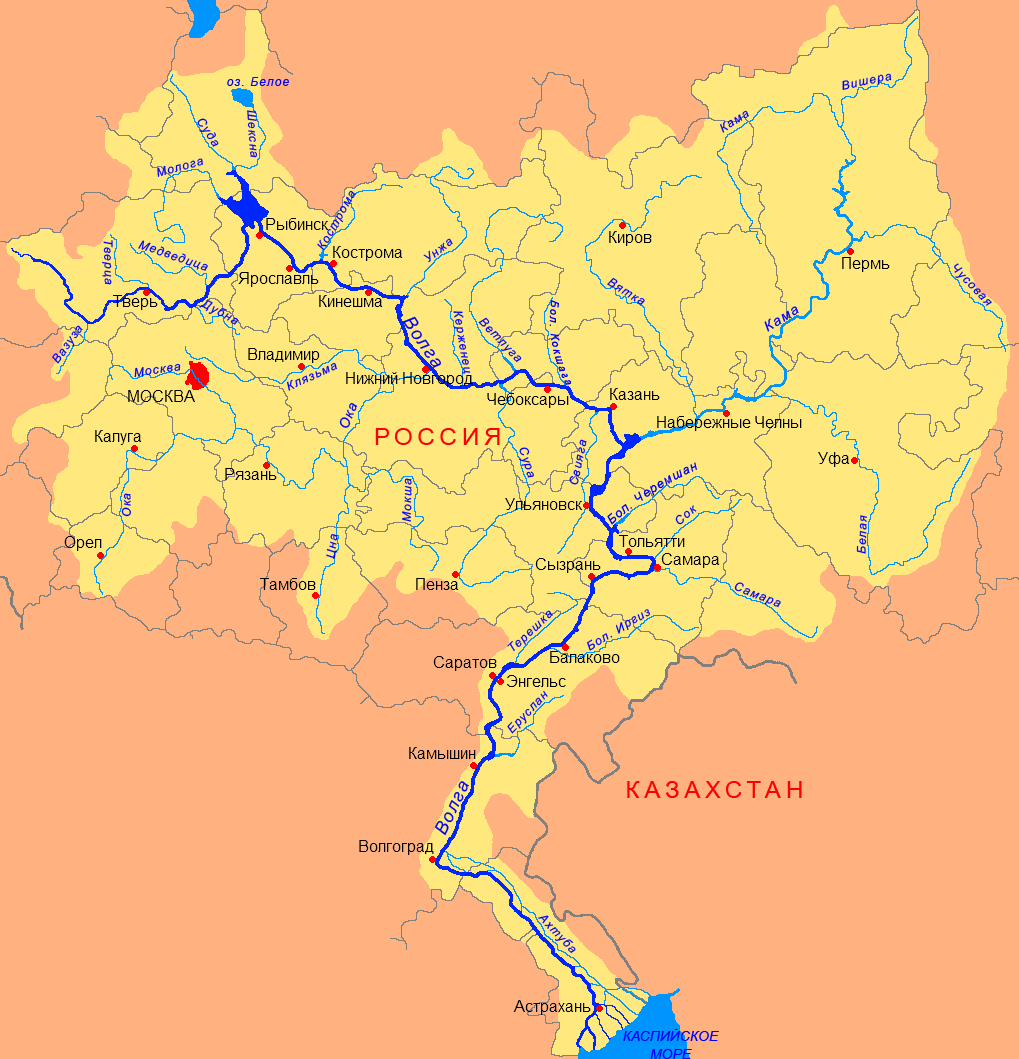
Бассейн р. Волги

Основное питание реки — снеговое. Среднегодовой расход воды в 46 км от устья составляет 13,8 м³/с. Половодье бывает в марте — апреле. Замерзает в конце октября — начале декабря, вскрывается в конце марта — 1-й половине апреля.

## Водохранилище
В 1925—1929 годах на реке была сооружена Сызранская гидроэлектростанция. Ложе водохранилища в настоящее время сильно заилено, его объём сократился с 30 до 5 млн м³, а длина за счёт нарастающей дельты уменьшилась до 4—5 км. Современная площадь акватории составляет около 1 км².

## Этимология гидронима
Изначально река именовалась как Сызран (Сызранъ). В описании XVIII века гидроним указывается в формах «Сыза», «Сызан» из татарского «сыза» «овраг, балка»; элемент — «ран» может объясняться как показатель чувашского исходного падежа, соответствующий русскому предлогу «из». В итоге тюркское название и означает «овражная река, текущая из оврага, низменная река».

## Данные водного реестра
По данным государственного водного реестра России, относится к Нижневолжскому бассейновому округу. Речной бассейн — Волга от верховий Куйбышевского водохранилища до впадения в Каспий, водохозяйственный участок — Сызранка от истока до города Сызрани (выше города).
Код водного объекта в государственном водном реестре — 11010001312112100008908.